# Burlap
Burlap ist ein Netzwerkprotokoll, mit dessen Hilfe Daten zwischen Systemen ausgetauscht und Remote Procedure Calls durchgeführt werden können. Burlap basiert auf einer stark vereinfachten Teilmenge von XML (in der Spezifikation SML genannt) und wird meist über HTTP übertragen.
Der Name Burlap kommt aus dem Englischen und bezeichnet grob gewebten Stoff aus Jute. Er wurde gewählt, weil das Design des Protokolls genauso praktisch, einfach und nützlich, aber auch gewöhnlich sein soll wie der Stoff.
Im Vergleich zu SOAP ist Burlap simpler und benötigt weder XML-Namespaces, -Attribute, ein komplexes Typ-Konzept noch externe Schemas. Burlap ist allerdings auch nicht standardisiert.

## Verwendung
Das Spring Framework bietet eine Integration von Hessian und Burlap, um auf entfernte Services zugreifen zu können.